# 凯特·福莫特
凯特·福莫特（Kate Vrijmoet），美國畫家。

## 个人简介
凯特·福莫特的艺术学习生涯始于费城莫尔艺术设计学院，上高中的同时在周末学习艺术（1982-1982）。她在雪城大学（也称锡拉丘兹大学/ Syracuse University）视觉和行为艺术学院学习，并受邀于1994年开始在那里任教，于1997年获得了艺术硕士学位。2004年，她在波士顿艺术博物馆学院跟随Evelina Brozgu学习。2005年到2006年，她跟随Richanrd Ryan在波士顿大学学习。她的项目50 Paintings in 50 Days在纽约得到认同之后，她开始参与集体艺术展,得到了纽约时报和纽约新闻日报的关注。2010年，她在西雅图古柯当代艺术中心（CoCA（页面存档备份，存于））举办了首次的个展，受到了西雅图时报的评论。她的画作Shotgun Accident取得了2010年厄瓜多尔双年展的第三名。从厄瓜多尔报纸El Telégrafo来看，这个决定近期也经历了很多争议，很多都表明福莫特应为第一名。福莫特回应道虽然她为自己的作品在拉丁美洲得到认同感到很荣幸，她尊重评审的决定。她的画作“Naked Snow Blower”，作为Accident系列作品的一部分，将在2012年9月28日开始在中国国家博物馆展出。

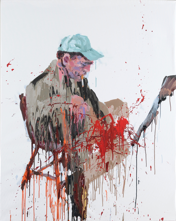
Shotgun Accident, Latex on Canvas, 63” x 50", 2009
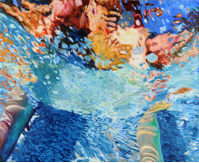
Ribs of disaster curving their assertion among the tentative haunters, Oil on Canvas, 7’ x 8’ 2008

## 工作
通过绘画和装置艺术，福莫特关注意识、尺度、可容性以及所有权这类话题。作为一名从童年就开始学习解剖学的学生，福莫特30多年来持续将生活绘画融入到日常生活中。她现在在进行Accident和Non-ordinary Reality系列的创作。2010年8月，西雅图当代艺术中心为她的个展发表了42页的目录册《凯特.福莫特:本质姿态》（Kate Vrijmoet: Essential Gestures）。2011年，福莫特的作品出现在南西雅图社区学院的展览和厄瓜多尔瓜亚基尔兰恩博物馆（LANN Museum）的个人展览中。
对她的介绍也出现在《赫芬顿邮报》创刊号的艺术篇章中。在夸克日报（3 Quarks Daily（页面存档备份，存于））科学和文化文摘的一次采访中，她提到自己的工作，“人们行走在自动加工模式中，使用他们的知觉或深度习得的刺激，需要很少或者零处理。我想要改变这个。我想唤醒感官。当绘画提供了动觉反馈，观众在某种意义上可以感受他们所看到的，看到他们正在听到的，听到他们正在感受到的。”
2011年，福莫特的装置作品“妈妈我可不可以……？”（“Mother May I…?”）在橘郡当代艺术中心（Orange County Center on Contemporary Arts (OCCCA)）进行展出。这个展览得到Nicolas Bourriaud的认可和定义为关系美学和关系艺术。2012年，这个装置作品出现在布鲁克林最大的艺术家经营的非盈利组织布鲁克林艺术家海滨联盟(BWAC)（the Brooklyn Artists Waterfront Coalition’s）的展览中。“妈妈，我可不可以……？”——一个交互式的音频装置作品被设计用来表达我们基本的归属感——被布鲁克林艺术博物馆馆长Charlotta Kotik授予最佳装置艺术。经纽约大都会艺术博物馆馆长Anne Strauss和Guggenheim (Nat Trotman)的评审，福莫特的作品也在纽约进行展出。
在展览目录中，Elatia Harris评论到她的作品：“Accident系列的任何单一图像都可以冻结你所站立的位置。静止的，你审视你自己的各个部分并思考，噢，是这么回事,事情发生在我身上,即使没有人看到它。水画作，在另一方面，会重置你的位置—你被拉扯、挤压和支撑，看到起起伏伏。” 缅因州作家和艺术评论家Dan Kany评论福莫特的作品有一个非常反现代的立场，认为现代主义并不强调艺术家和作者比观众更重要。”一个关于她Accident系列的画作将在2012年11月于华盛顿东部的Esvelt画廊展出。